# MisterJDay
Jérémy Avril, dit MisterJDay, né le 10 janvier 1993 à Thonon-les-Bains (Haute-Savoie), est un vidéaste web et streameur français actif sur YouTube et Twitch.
Actif sur YouTube depuis 2010, il est notamment connu pour ses analyses de pubs, qu'il coprésente avec Julien C. (dit « Monsieur Connard ») ainsi que pour ses analyses de clips musicaux.

## Biographie
Jérémy Avril est originaire de Thonon-les-Bains, en Haute-Savoie et est un ancien membre du forum « Blabla 15-18 ans » de jeuxvideo.com. Il effectue d'abord un BTS Négociation et relation client, qu'il achève en 2013, et intègre ensuite une filière de formation en audiovisuel de deux ans dans le but « de ne plus [se] retrouver constamment face à des contraintes techniques ».
Son activité de vidéaste démarre sur YouTube le 19 octobre 2010 avec Il Fut Rempli, une parodie de la chanson Almost Unreal (en) de Roxette (bande-originale du film Super Mario Bros. de 1993) sur Jean-Luc Delarue. Il détient également une chaîne sur Dailymotion qu'il abandonne. Ses vidéos sont originellement centrées sur la musique (notamment via des parodies et des critiques ou des analyses de clips) ainsi que sur la publicité, notamment sur les placements de produits, le sexisme et les stéréotypes,.
Il évoque également en vidéo le milieu de YouTube et des vidéastes dont il fait lui-même partie, dans une émission nommée Culture Tube voulue comme une émission de vulgarisation et de fact-checking. Il traite ainsi des droits d'auteurs et du système Content ID ou de la préférence des algorithmes de recommandation pour certains contenus. En 2016, il en réalise un épisode où il analyse les chaînes YouTube de plusieurs personnalités politiques françaises. Cette vidéo lui vaudra d'être invité à débattre sur le plateau d'Arrêt sur images à propos de la chaîne YouTube de Jean-Luc Mélenchon, alors très populaire,.
En 2019, il participe au Recondustream, un live Twitch organisé pour soutenir le mouvement de grève contre la réforme des retraites, en jouant notamment à Super Macron 64, une version modifiée de Super Mario 64 créée par Biobak,.
En février 2020, il réalise une vidéo avec Usul où les deux vidéastes regardent la chaîne d'information en continu BFM TV pendant une journée entière sans interruption afin d'en analyser les sujets abordés (comme l'affaire Fillon) et la façon de les traiter, sans savoir qu'ils sont également au début de la pandémie de Covid-19 en France. Cette vidéo sera publiée l'année suivante sous le nom BFMTV : L'ANALYSE de MisterJDay,.
Le 25 novembre 2021, il lance deux nouvelles chaînes YouTube nommées « SuperJDaySunshine » et « JDay's Mansion » sur lesquelles il poste des extraits de ses diffusions sur Twitch, plateforme sur laquelle il est très actif, en particulier sur les jeux GeoGuessr, Among Us et Super Mario 64,,.